# Molekulamodellezés
A molekulamodellezés kémiai, fizikai és biológiai problémák atomi szintű magyarázatára képes, gyorsan fejlődő tudományág, mely a klasszikus fizika vagy a kvantummechanika egyenleteit használja fel a molekulák viselkedésének leírására. A kémiai szerkezetvizsgáló módszerek (például röntgenspektroszkópia, NMR), valamint a számítástechnika gyors fejlődése elősegítette a módszer hatékony kutató-fejlesztő eszközzé válását. Ilyen számítható és ábrázolható adatok lehetnek például geometriai, energetikai vagy spektroszkópiai adatok. A számítógépes molekulamodellezést a tudomány számos területén lehet sikeresen használni. Használják többek közt a biológia, a fizika, a kémia és a gyógyszerkutatás területén is.
A molekulamodellezési eszközök legnagyobb előnye az, hogy a klasszikus kutatási módszerek mellett független módszerként használhatók fel. A számítógép tehát egy külön kísérleti eszköznek fogható fel. Képes meghatározni más spektroszkópiai eszközök által mérhető mennyiségeket (például az elektronsűrűség, molekulageometria, dipólusmomentum, reakcióhő stb.) azonban jó néhány más egyéb mennyiség kiszámítására is képes. Ezek már létező kémiai fogalmak, de eddig kísérletileg alig vagy egyáltalán nem voltak meghatározhatók (például kötésrend, atomi parciális ponttöltések, töltéseloszlások, töltés, energia és elektronsűrűség particionálások stb.).

## Molekulamechanikai (molecularmechanics, MM) módszerek
A molekulamechanikai módszerek a magok helyzetét úgy vizsgálják, hogy az elektronokat csak az általuk létesített erőtér révén veszik figyelembe. Egy rendszer leírásának két fontos pillére van. Az egyik az erőteret leíró egyenletek matematikai alakja, a másik, pedig az ezekben szereplő paraméterek megválasztása. Mindkét esetben a választás kritériuma az, hogy minél pontosabban tudjuk leírni a vizsgált modellek kísérletileg meghatározott jellemzőit.
Az erőtér-módszer alapötlete abból adódott, hogy a kísérleti módszerek fejlesztésével a kisméretű molekulákról egyre több adat állt rendelkezésre. Ismertek lettek az atomok közti kötéstávolságok, kötésszögek, valamint még számos molekulageometriai és energetikai jellemző. A kérdés az volt, hogy leírható-e egy nagy molekula a kisebbekkel modellezett szerkezeti egységek kombinációjaként. Erre szolgál az erőtér eljáráson alapuló molekulamechanikai számítási módszer.
Az erőtér-eljárás alapjait Andrews 1930-ban közölt mechanikai modellje képezi, amely szerint a molekulák merev, gömbszerű atomokból állnak. Az atomok közti kötéseket úgy szemléltetik, mintha rúgókkal kapcsolódnának össze.
A molekulát felépítő atomok állandóan mozognak. A fellépő szerkezeti változások pedig a molekula teljes energiájának a megváltozását vonják maguk után. Ezek az egyszerű erőtörvények alapján számíthatóak.
A molekulamechanikában használatos erőterekben alkalmazott energiatagok kötő és nemkötő kölcsönhatások leírására szolgálnak,
{\displaystyle E_{osszes}=E_{vegyertek}+E_{nem-koto}}.
Vegyérték jellegű- vagy kötőkölcsönhatások közé többek közt az egymással közvetlen kötésben lévő atomok között fellépő kötésnyújtási, a geminális (1-3 vagy kötéshajlítási) és a vicinális (1-4 vagy torziós) kölcsönhatások tartoznak,
{\displaystyle E_{vegyertek}=E_{nyujtasi}+E_{hajlitasi}+E_{torzios}+...}.
Az egymáshoz közel lévő atomok között tapasztalható taszítás, az egymástól távol lévő atomok között kialakuló diszperziós vonzás, valamit az elektrosztatikus effektusok a nemkötő kölcsönhatások közé tartoznak,
{\displaystyle E_{nem-koto}=E_{vdW}+E_{Coulomb}+E_{H-kotes}}.

## Népszerű molekulamodellező szoftverek
- Molecular Docking Server
- Millsian
- BALLView
- Cerius2
- InsightII
- Sybyl
- MOE
- Ghemical
- MMTK
- Molsoft ICM
- PyMOL
- VMD
- SPARTAN
- GROMOS
- GAUSSIAN